# Posiołok sanatorija «Oziero Biełoje»
Posiołok sanatorija «Oziero Biełoje» (ros. Посёлок санатория «Озеро Белое») – wieś w Rosji, w okręgu miejskim miasta Szatura, w obwodzie moskiewskim. W 2010 r. liczyła 1115 mieszkańców.